# Larry Merchant
Larry Merchant, né le 11 février 1931, est un journaliste sportif américain commentateur des épreuves de boxe pour la chaîne HBO.

## Carrière
Né à Brooklyn, il obtient son diplôme de journaliste à l’université de l'Oklahoma et se spécialise dans la boxe anglaise de la fin des années 1970 jusqu'en 2012, année durant laquelle il annonce sa retraite. Sa longue carrière de commentateur sportif lui vaut notamment d'être intronisé à l'International Boxing Hall of Fame en 2009 et de remporter en 1985 le prix Sam Taub décerné par la Boxing Writers Association of America.

## Distinction
- Larry Merchant est membre de l'International Boxing Hall of Fame depuis 2009[2].